# 5712 (année hébraïque)
5712 (hébreu : ה'תשי"ב, abbr. : תשי"ב) est une année hébraïque qui a commencé à la veille au soir du 1er octobre 1951 et s'est finie le 19 septembre 1952. Cette année a compté 355 jours. Ce fut une année simple dans le cycle métonique, avec un seul mois de Adar. Ce fut une année de chemitta.
En l'an 5712, l'État d'Israël a fêté ses 4 ans d'indépendance.

## Calendrier
Ce calendrier hébraïque de l'année 5712 donne les correspondances avec les dates du calendrier grégorien.
Le premier nombre dans chaque case correspond au jour du mois hébraïque. Les jours en couleurs sont des jours remarquables juifs ou israéliens.
| ◄◄ | 5712 | ►► |

## Événements
- La République fédérale d'Allemagne et l'État d'Israël signent à Luxembourg l’accord sur les réparations allemandes en faveur d’Israël.

## Naissances
- Zvi Sherf
- Marina Solodkin

## Décès
- David Bergelson
- Itzik Fefer
- Leib Kvitko
- Peretz Markish
- Yitzhak Sadeh

5707 - 5708 - 5709 - 5710 - 5711 - 5712 - 5713 - 5714 - 5715 - 5716 - 5717